# إليوت داريل
إليوت داريل (بالإنجليزية: Elliott Durrell) هو لاعب كرة قدم بريطاني في مركز الوسط، ولد في 31 يوليو 1989 في شروزبري في المملكة المتحدة. لعب مع ماكليسفيلد تاون ونادي تاموورث.

## وصلات خارجية
- إليوت داريل على موقع قاعدة بيانات كرة القدم.إي يو (الإنجليزية)
- إليوت داريل على موقع Soccerbase.com (لاعب) (الإنجليزية)
- إليوت داريل على موقع Soccerway.com (الإنجليزية)